# Skýdra (dème)
Skýdra (en grec moderne : Σκύδρα) est un dème situé dans la périphérie de Macédoine-Centrale en Grèce. Le dème actuel est issu de la fusion en 2011 entre les dèmes de Meniída et de Skýdra.